# Fiz Vergara Vilariño
Fiz Vergara Vilariño, nacido en la parroquia de Santalla del ayuntamiento lugués de Samos el 15 de abril de 1953 y fallecido en la misma parroquia el 18 de julio de 1997, fue un poeta gallego.

## Trayectoria
Desde niño Fiz sufría distonía muscular provocada por una caída en su casa. Estudió bachillerato en Lugo donde se relacionó literariamente con Xavier Rodríguez Barrio, Julio López Valcárcel, Xesús Manuel Valcárcel y Claudio Rodríguez Fer, para en seguida volver a su aldea natal, donde residió en la casa paterna, dedicado únicamente a la literatura.
Formó parte del colectivo Cravo Fondo. Su poesía tenía inicialmente un marcado carácter social, que fue luego derivando hacia un mayor intimismo. La poesía paisajística, amorosa y existencialista predomina desde Orfo de ti en terra adentro (1976).
Estudiosos de sus obras son Xosé María Álvarez Cáccamo, Xesús Alonso Montero, Paco Martín, Antón Tovar, Xavier Rodríguez Barrio, Manuel María, Carlos Casar o Lois Celeiro.

## Obras

### Poesía
- Pra vós (1971, Celta, Lugo).
- Encontro cos tiburós (1973, Xistral, Monforte de Lemos).
- Orfo de ti en terra adentro (1976, Akal, Madrid).
- Poeta muiñeiro á deriva (1982, Xerais, Vigo).[2]
- Nos eidos da bremanza (1990, Galaxia, Vigo).
- Pastora de sorrisos (1993, Sons Galiza, Lugo).
- O mundo de Fiz: escolma da poesía de Fiz Vergara Vilariño (1995, Citania, Lugo). Por Xavier Rodríguez Barrio e Darío Xohán Cabana.
- Animal sen fel (póstuma, 1998, Espiral Maior).

### Obras colectivas
- Os novísimos da poesía galega (1973, Akal).
- Cravo fondo (1977, Follas Novas).
- Escolma de poesía galega (1976-1984) (1984, Sotelo Blanco).

## Premios
- Meigas e Trasnos de Sarria, en 1972 e 1973.
- 2º Premio del Concurso nacional de contos infantís O Facho en 1979, por Historia dunha castaña chamada Muxica.
- 3º Premio del Concurso nacional de contos infantís O Facho en 1981, por Unha gaivota en terra adentro.
- Premio da Crítica Galicia de creación literaria en 1991, por Nos eidos da bremanza.

## Premio de poesía Fiz Vergara Vilariño
En su honor, el Ayuntamiento de Sarria convoca desde el año 2000 el Premio de poesía Fiz Vergara Vilariño para composiciones inéditas escritas en lengua gallega.